# Świedziebnia (gmina)
Świedziebnia (1867–1940 gmina Dzierzno) – gmina wiejska w Polsce położona w województwie kujawsko-pomorskim, w powiecie brodnickim. Siedzibą gminy jest Świedziebnia.
W latach 1975–1998 gmina administracyjnie należała do województwa toruńskiego.
Według danych z 31 grudnia 2013 gminę zamieszkiwało 5209 osób.

## Struktura powierzchni
Według danych z roku 2002 gmina Świedziebnia ma obszar 103,83 km², w tym:
- użytki rolne: 73%
- użytki leśne: 17%

Gmina stanowi 10% powierzchni powiatu.

## Ochrona przyrody
Na terenie gminy znajduje się rezerwat przyrody Mszar Płociczno chroniący torfowisko przejściowe wraz z gatunkami reliktowymi.

## Demografia

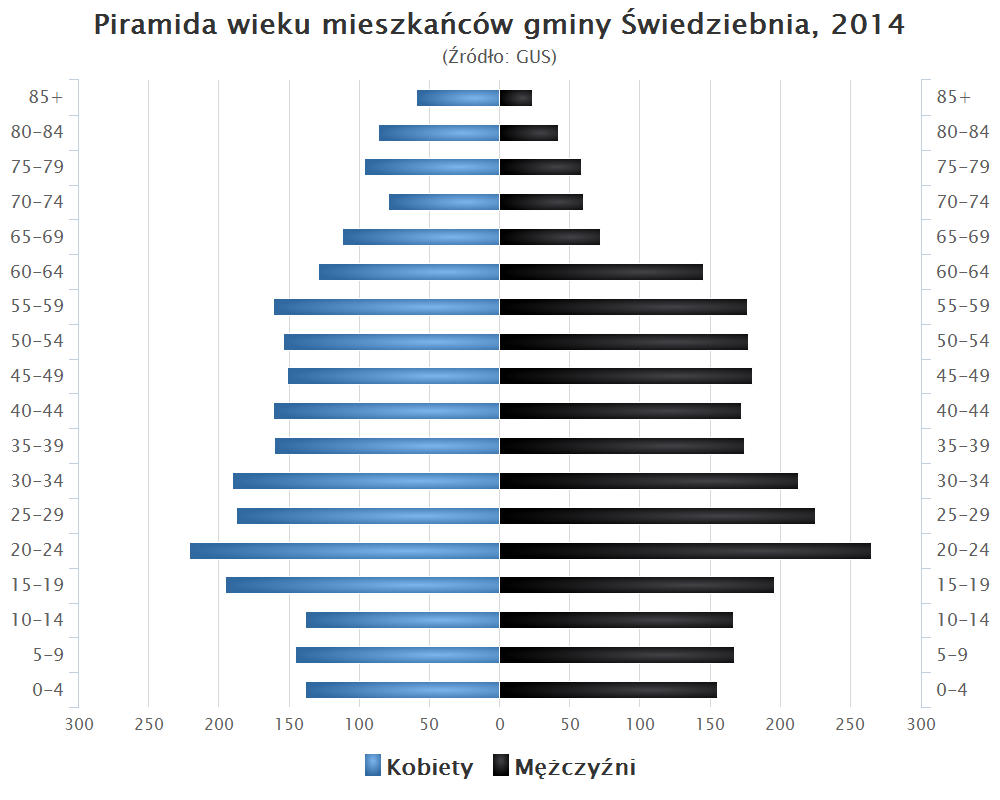
Piramida wieku mieszkańców gminy Świedziebnia w 2014 roku

Dane z 31 grudnia 2013:
| Opis                              | Ogółem | Ogółem | Kobiety | Kobiety | Mężczyźni | Mężczyźni |
| --------------------------------- | ------ | ------ | ------- | ------- | --------- | --------- |
| jednostka                         | osób   | %      | osób    | %       | osób      | %         |
| populacja                         | 5209   | 100    | 2562    | 49,2    | 2647      | 50,8      |
| gęstość zaludnienia (mieszk./km²) | 50,2   | 50,2   | 24,7    | 24,7    | 25,5      | 25,5      |

## Historia
Przedwojenną poprzedniczką gminy Świedziebnia była gmina Dzierzno, która powstała w 1867 roku w powiecie rypińskim w guberni płockiej. W okresie międzywojennym gmina Dzierzno należała do powiatu rypińskiego w woj. warszawskim. 1 kwietnia 1938 roku gminę wraz z całym powiatem rypińskim przeniesiono do woj. pomorskiego. Siedzibą gminy Dzierzno była Świedziebnia.
24 października 1940 gminę Dzierzno zniesiono, przekształcając ją w gminę Świedziebnia (Schwetheim); Równocześnie gromady Dzierzno i Szynkowizna włączono do sąsiedniej gminy Osiek (Lindenschanz).
Po wojnie, dekretem PKWN z 21 sierpnia 1944 o trybie powołania władz administracji ogólnej Ii II instancji, uchylono wszelki zmiany w podziale administracyjnym państwa wprowadzone przez okupanta (art. 11). Jednak, zmiany w podziale administracyjnym powiatu rypińskiego wprowadzone podczas wojny utrzymywały się w praktyce także po wojnie. 
Było to praktykowane do tego stopnia, że Wojewoda Pomorski wydał 22 kwietnia 1950 specjalne ogłoszenie informujące o powróceniu do stanu administracyjnego z 1 września 1939, podkreślając szczególnie, że „gromady Szynkowizna i Dzierzno należą do gminy wiejskiej Dzierzno a nie do gminy wiejskiej Osiek". Tak więc przedwojenna gmina Dzierzno funkcjonowała de iure także po wojnie, choć w praktyce nadal stosowano zarówno nazewnictwo jak i skład gmin wprowadzony przez okupanta. Na przykład, GUS-owski oficjalny Wykaz Gromad Polskiej Rzeczypospolitej Ludowej według stanu z dnia 1.VII 1952 r. dalej wylicza gminę Świedziebnia w miejsce gminy Dzierzno, a gromady Dzierzno i Szynkowizna nadal zalicza do gminy Osiek. Podobnie było nawet w wydawnictwach wojewódzkich, np. w Dzienniku Urzędowym Wojewódzkiej Rady Narodowej w Bydgoszczy z 1954 w opisie gmin i gromad podlegających transformacji w związku z reformą administracyjną państwa. Brak konsensusu trwał do jesieni 1954, kiedy to formalnie zniesiono gminy wiejskie w  miejsce gromad.
Dopiero gmina utworzona w 1973 roku nazywa się formalnie Świedziebnia.

## Zabytki

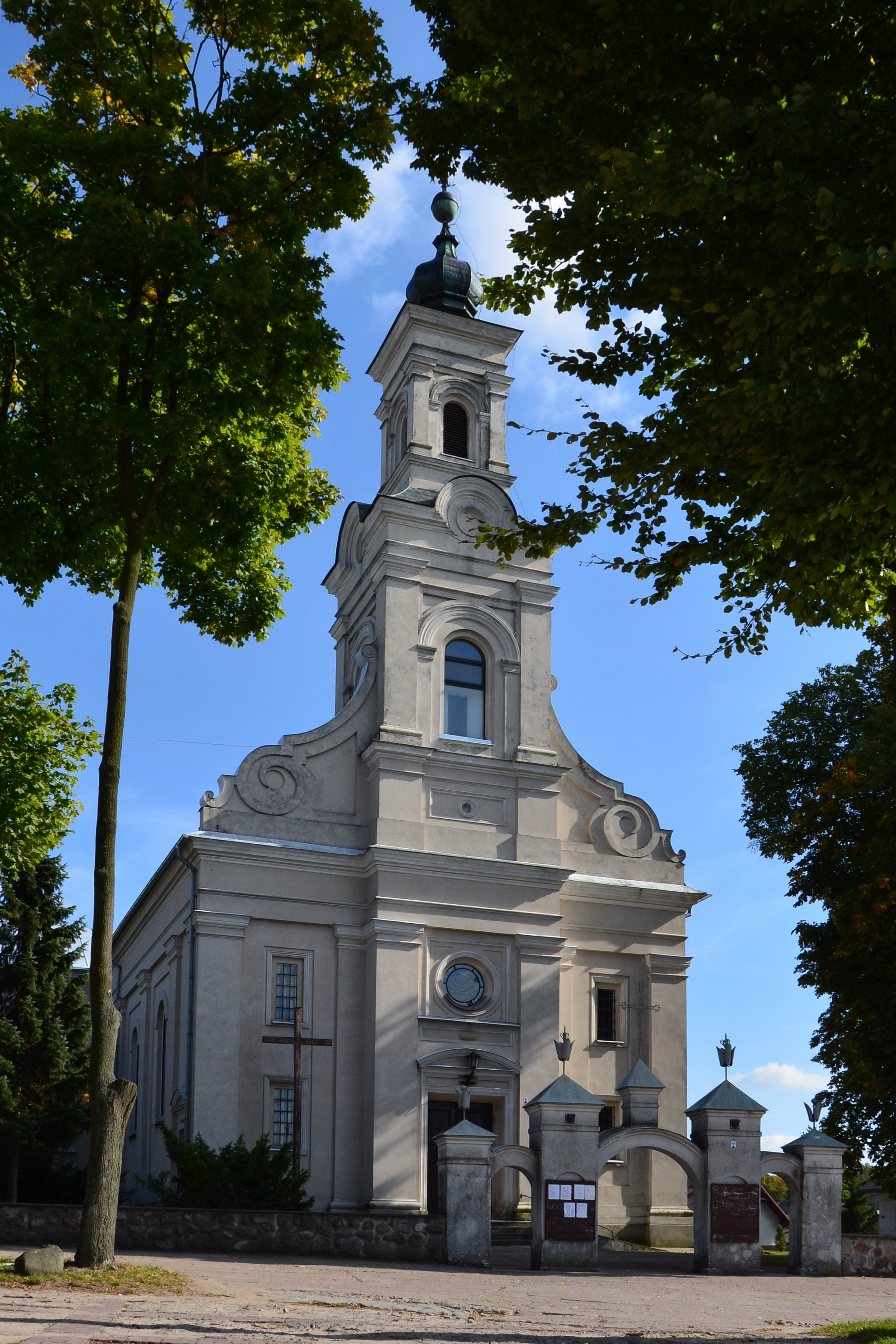
Świedziebnia, kościół Podwyższenia Krzyża św.

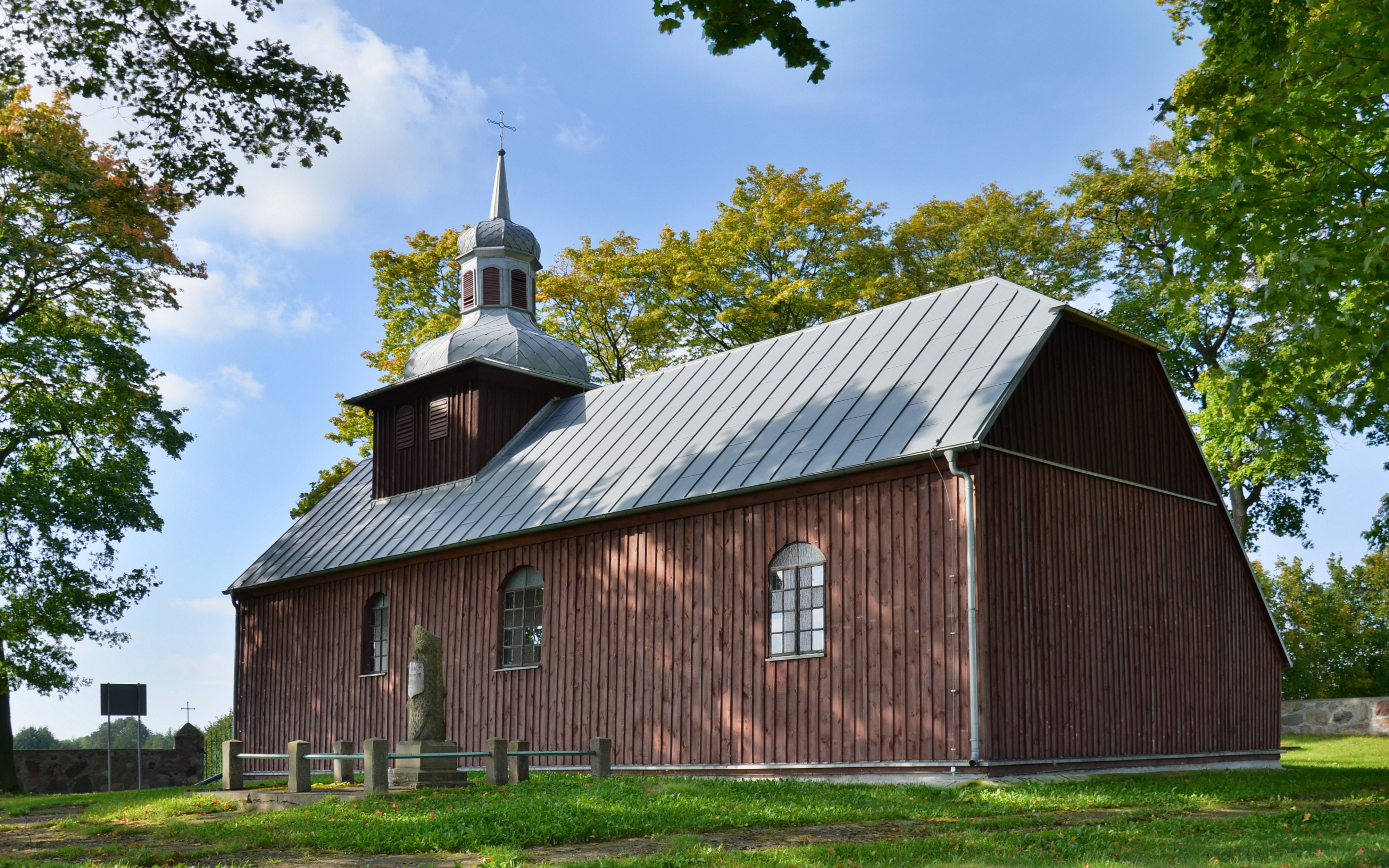
Księte, kościół Wniebowzięcia NMP

Wykaz zarejestrowanych zabytków nieruchomych na terenie gminy:
- drewniany kościół filialny pod wezwaniem Najświętszej Marii Panny z przełomu XVIII/XIX w. w miejscowości Księte, nr A/349 z 31.08.1927 roku
- zespół kościelny parafii pod wezwaniem Podwyższenia Krzyża Świętego w Świedziebni, obejmujący: kościół z lat 1876-79; cmentarz przykościelny; bramę końca XIX w., nr A/1260/1-3 z 28.12.2006 roku.

## Sołectwa
Chlebowo, Dzierzno, Granaty, Grzęby, Janowo, Kłuśno, Księte, Mełno, Michałki, Okalewko, Rokitnica-Wieś, Rokitnica Nowa, Świedziebnia, Zasadki, Zasady, Zduny.

## Pozostałe miejscowości
Brodniczka, Niemojewo, Ostrów, Płociczno, Zasady Nowe.

## Sąsiednie gminy
Bartniczka, Brodnica, Górzno, Lubowidz, Osiek, Rypin, Skrwilno